# HMS Näcken (Näk)
| Näcken före respektive efter installationen av stirlingmaskineriet. |  | Näcken före respektive efter installationen av stirlingmaskineriet. |
| Näcken före respektive efter installationen av stirlingmaskineriet. |  |                                                                     |

HMS Näcken (Näk) var en ubåt av A14-klass byggd vid Kockums Varv i Malmö och levererades 1980.

## Historia
Åren 1966–1982 utvecklades HMS Näckens informationsbehandlingssystem NIBS. Under halvtidsmodifieringen 1988 förlängdes den med cirka 8 meter för att ge plats åt två stirlingmotorer och blev därmed den första militära ubåt att nyttja denna typ av maskineri. Modifieringen gjorde att uthålligheten i u-läge ökade från en-två dygn till två-fyra veckor, något som tidigare var reserverat för atomubåtar. Åren 2001–2004 gick fartyget under dansk flagg med namnet Kronborg. Åren 2015–2016 skars båten ner till skrot i torrdocka i Karlskrona. Även batterier, elmotor samt huvudmaskiner skrotades för materialåtervinning.